# 相知駅
相知駅（おうちえき）は、佐賀県唐津市相知町相知にある、九州旅客鉄道（JR九州）唐津線の駅である。

## 歴史
- 1899年（明治32年）6月13日：唐津興業鉄道（後唐津鉄道）の厳木 - 山本間開通と同時に開業[2]。
- 1902年（明治35年）2月23日：九州鉄道が買収し同社の駅となる。
- 1907年（明治40年）7月1日：国有化、帝国鉄道庁に移管[2]。
- 1971年（昭和46年）10月20日：業務委託駅化[3]。
- 1983年（昭和58年）9月30日：駅員無配置駅となる[4]。
- 1987年（昭和62年）4月1日：国鉄分割民営化に伴い、JR九州に移管[2]。
- 1995年（平成7年）12月12日：駅舎改築[5]。
- 1999年（平成11年）4月1日：市の公共施設あじさい館を管理する民間業者が、簡易委託駅として、切符販売などの業務を始める[6]。
- 2016年（平成28年）1月17日：相知駅構内に村田英雄記念碑が設置される[7]。
- 2022年（令和4年）4月1日：無人駅化[6]。

## 駅構造
単式ホーム2面2線を有する地上駅。混合ホーム2面3線のうちの中央の線路を撤去したためホーム・線路・ホーム・線路の順に並んでいる。互いのホームは跨線橋で連絡している。1995年建築の鉄骨平屋建ての駅舎には、市の施設のあじさい館が併設されている。

### のりば
| のりば         | 路線    | 方向 | 行先             |
| -------------- | ------- | ---- | ---------------- |
| 北側（駅舎側） | ■唐津線 | 上り | 佐賀方面         |
| 南側           | ■唐津線 | 下り | 唐津・西唐津方面 |

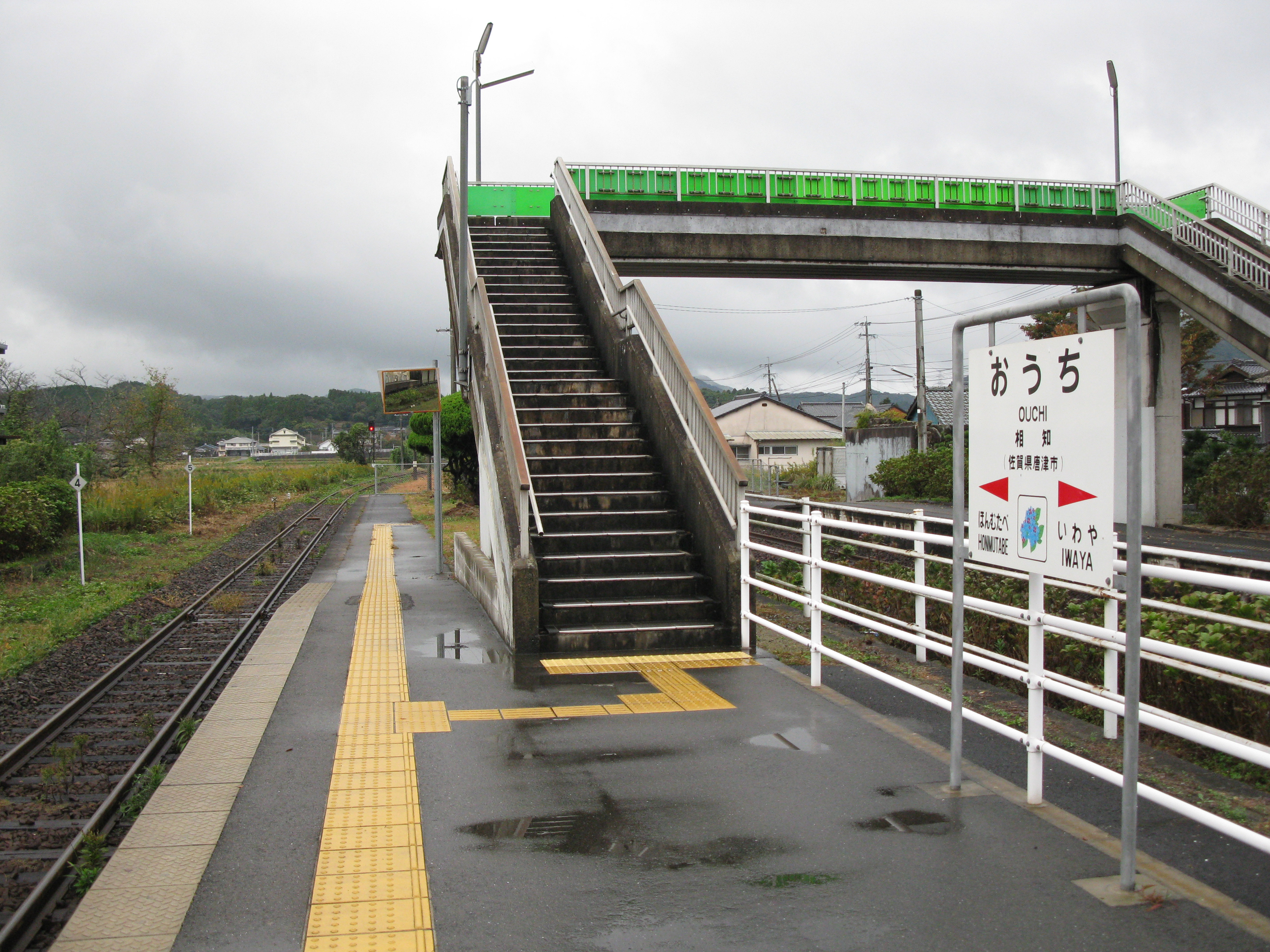
ホーム（2009年11月、唐津方面のりば）
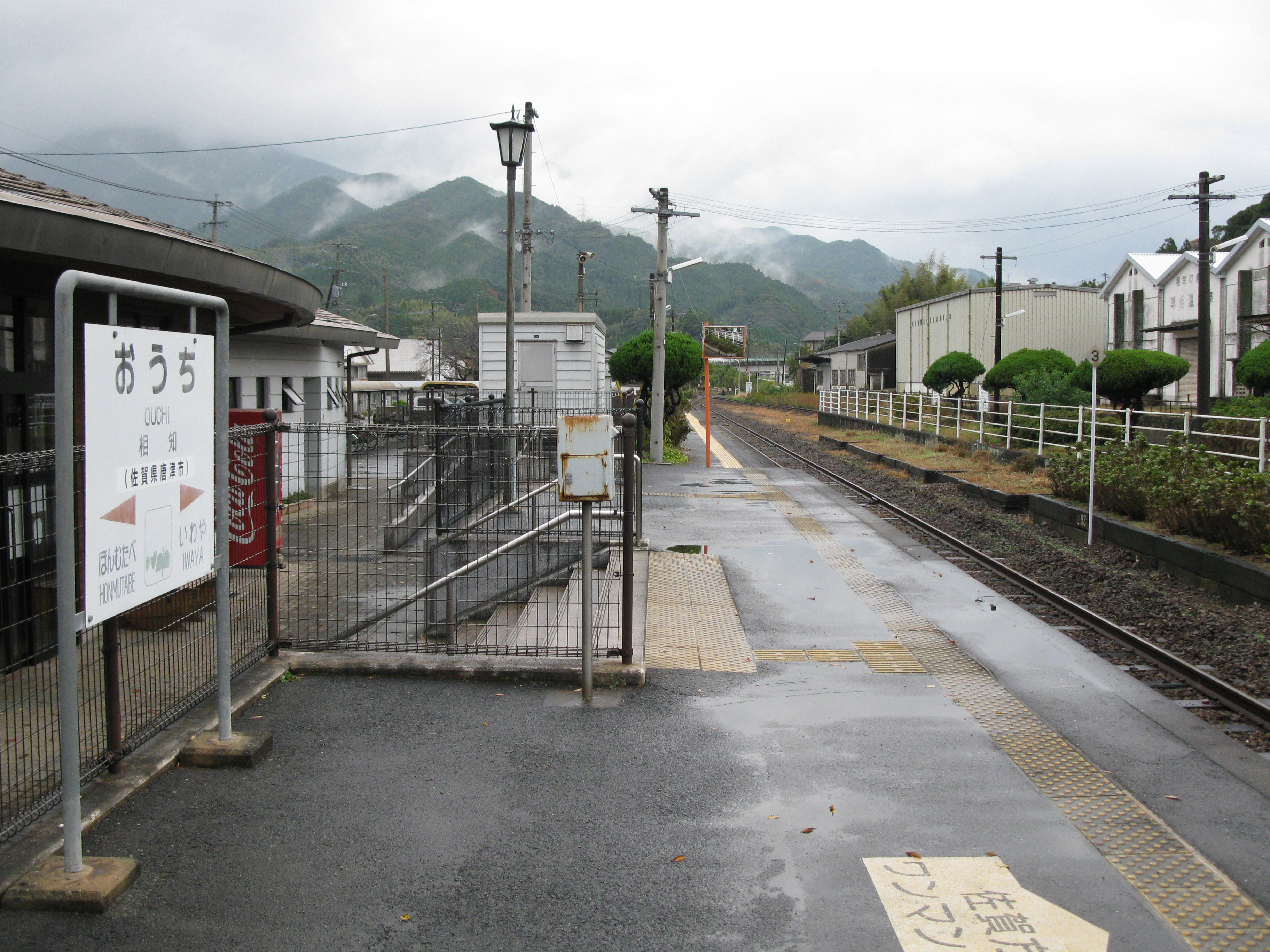
ホーム（2009年11月、佐賀方面のりば）

## 利用状況
2016年度の1日平均乗車人員は220人である。
| 年度   | 1日平均 乗車人員 |
| ------ | ---------------- |
| 2000年 | 312              |
| 2001年 | 308              |
| 2002年 | 289              |
| 2003年 | 264              |
| 2004年 | 269              |
| 2005年 | 262              |
| 2006年 | 250              |
| 2007年 | 246              |
| 2008年 | 242              |
| 2009年 | 249              |
| 2010年 | 235              |
| 2011年 | 248              |
| 2012年 | 251              |
| 2013年 | 257              |
| 2014年 | 232              |
| 2015年 | 230              |
| 2016年 | 220              |

## 駅周辺
唐津市の南部で同市相知町の中央部に位置する。駅の北側を国道203号および厳木川が唐津線に並行する形で通っている。相知町の中心部に近く、駅周辺に商店やスーパーマーケットがあり、住宅はやや多い。
- 相知郵便局
- 唐津市役所相知支所
- 相知図書館
- 唐津市立相知中学校
- 唐津市立相知小学校
- まいづるナイン相知店（スーパーマーケット）
- 村田英雄記念館（2025年3月16日で閉館[9]）
- 見帰りの滝
- 唐津市立伊岐佐小学校
- エレナ相知店
- 唐津信用金庫 相知支店

### バス路線
- 昭和バス「相知駅前」停留所
  - 大手口 - 山本 - 相知駅前 - きゅうらぎ温泉 - 多久駅北口 - 公立佐賀中央病院 - 小城 - 徳万 - 医療センター好生館 - 佐賀駅バスセンター
  - チョイソコからつ：「相知駅前」

## 隣の駅
九州旅客鉄道（JR九州）
■唐津線
岩屋駅 - 相知駅 - 本牟田部駅